# Anthophora nigrifrons
Anthophora nigrifrons är en biart som beskrevs av Cockerell 1931. Anthophora nigrifrons ingår i släktet pälsbin, och familjen långtungebin. Inga underarter finns listade i Catalogue of Life.